# Valsts gaisa satiksme
Państwowa Komunikacja Lotnicza (łot. Valsts gaisa satiksme) – przedwojenna łotewska linia lotnicza działająca w latach 1937–1940 z lotniska Spilve w Rydze.

## Historia

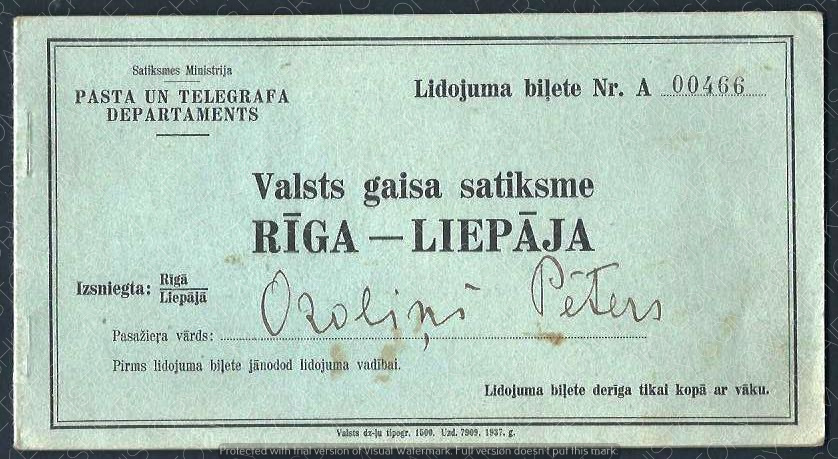
Bilet Państwowej Komunikacji Lotniczej na nazwisko Pēters Ozoliṇš.

Pierwszy lot samolotu rejsowego Państwowej Komunikacji Lotniczej odbył się na trasie Ryga-Lipawa w dniu 15 czerwca 1937 roku. Bilet w jedną stronę kosztował 14 łatów 50 santimów. Loty odbywały się regularnie w półroczu letnim (od czerwca do października). W 1939 roku planowano otwarcie połączenia lotniczego Rygi z Dyneburgiem, ale wybuch II wojny światowej i okupacja Łotwy w czerwcu 1940 roku przez ZSRR pokrzyżowały te plany. Samoloty łotewskiej Państwowej Komunikacji Lotniczej zostały przejęte przez okupanta sowieckiego i przekazane Aerofłotowi.